# Luke Ward
Pour les articles homonymes, voir Ward.
Luke Ward est un personnage fictif de la série télévisée Newport Beach. Il est interprété par l'acteur Chris Carmack.
Luke est le fils aîné de Carson et Meredith Ward et le frère de Brad et Eric.
Luke fut le petit-ami de Marissa pendant des années, avant que Ryan ne vienne vivre à Newport Beach. Luke fut aussi l'amant de Julie Cooper (la mère de Marissa), auprès de qui il trouva du réconfort et de l'amour, car il s'est fait rejeter par les autres à cause de l'homosexualité de son père... Quand Marissa apprit la relation entre Luke et sa mère, elle brisa contact avec tous les deux. Mais à la suite d'un accident de voiture ou Luke faillit mourir, Marissa lui pardonne tout et Luke déménage à Portland avec son père.